# Appendice uniramé

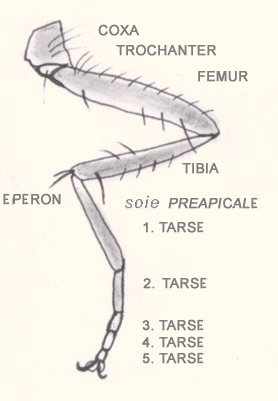
Diagramme d'une patte d'insecte.

Chez les arthropodes, un appendice uniramé est un segment ou patte ne comportant qu'une seule partie. Ceci en opposition aux appendices biramés comportant deux parties (ou branches ou rameau). Cette caractéristique est représentative de deux sous-classes :
- les myriapodes
- les insectes

Chez les arthropodes, les appendices sont plus souvent biramés qu'uniramés. Ceci parce que les arthropodes originaux étaient biramés et que dans certains cas, l'évolution a transformé certains appendices de biramés à uniramés.
Chez les insectes, les pattes sont uniramées. La perte de la partie branchiale est compensée par l'existence d'un système respiratoire trachéen à la surface du corps (adaptation au milieu aérien).